# آی‌ای‌آی وست‌ویند
آی‌ای‌آی وست‌ویند (به انگلیسی: IAI Westwind) یک هواگرد ساختِ کارخانهٔ صنایع هوافضای اسرائیل در کشور اسرائیل است که در سال ۱۹۶۵–۱۹۸۷ ساخته شد. نخستین استفاده‌کنندهٔ این هواگرد پل-ایر بوده‌است. این هواگرد برای نخستین بار در ۲۷ ژانویه ۱۹۶۳ میلادی مورد استفاده قرار گرفت.